# Сент-Ипполит (Верхний Рейн)
Сент-Ипполи́т (фр. Saint-Hippolyte, нем. Sankt Pilt) — коммуна на северо-востоке Франции в регионе Гранд-Эст (бывший Эльзас — Шампань — Арденны — Лотарингия), департамент Верхний Рейн, округ Кольмар — Рибовилле, кантон Сент-Мари-о-Мин. До марта 2015 года коммуна административно входила в состав упразднённого кантона Рибовилле (округ Рибовилле).

## Географическое положение
Сент-Ипполит находится у подножия Вогезов. Коммуна расположена северо-востоке департамента Верхний Рейн на границе с департаментом Нижний Рейн, к юго-западу от города Селеста между коммунами Родерн и Оршвиллер. Код INSEE коммуны — 68296. Рядом с границей коммуны находится средневековый замок Верхний Кёнигсбург. Мэр коммуны — Клод Юбер (мандат действует на протяжении 2014—2020 годов).
Площадь коммуны — 17,86 км², население — 1050 человек (2006) с тенденцией к росту: 1028 человек (2012), плотность населения — 57,6 чел/км².

## Топоним
Название местности связано с именем святого Ипполита Римского, чья мученическая смерть изображена на гербе коммуны.

## История
Современная коммуна Сент-Ипполит расположена на месте поселения эпохи неолита, которое существовало и в эпоху правления Рима. Во времена Каролингов поселение было известно как «Андалдовилларе» (Andaldovillare). Святой Фулрад (710—784), позднее четырнадцатый аббат Сен-Дени, владел землями в Эльзасе. Во время службы у Стефана II Фулрад получил папское разрешение на строительство двух монастырей (один в Сент-Ипполите, другой в Льепвре). Строительство началось в 760 году. В 764 году Фулрад получил от Папы Римского мощи святого Ипполита Римского, именем которого назван новый монастырь, также в его честь была переименована деревня.

## Население
Численность населения коммуны в 2011 году составляла 1035 человек, а в 2012 году — 1028 человек. Из 1028 человек — 14,1 % младше 14 лет, 16,4 % — от 15 до 29 лет, 15,2 % — от 30 до 44, 23,2 % — от 45 до 59 лет, 31,1 % старше 60.
| 1962 | 1968 | 1975 | 1982 | 1990 | 1999 | 2006 | 2008 | 2011 | 2012 |
| ---- | ---- | ---- | ---- | ---- | ---- | ---- | ---- | ---- | ---- |
| 1140 | 1172 | 1191 | 1154 | 1078 | 1060 | 1050 | 1051 | 1035 | 1028 |

Динамика численности населения согласно INSEE:
| Население коммуны в XIX—XXI веках |
| --------------------------------- |
|                                   |

## Экономика
Средний декларируемый годовой доход в коммуне: 23 166,7 евро. Распределение населения по сферам занятости: 31,7 % — сельскохозяйственные работники, 6,5 % — работники в промышленности, 7,3 % — работники в строительстве, 49,6 % — работники торговли, транспорта и других сфер. В 2012 году из 635 человек трудоспособного возраста (от 15 до 64 лет) 475 были экономически активными, 160 — неактивными (показатель активности 74,8 %, в 2007 году — 75,8 %). Из 475 активных трудоспособных жителей работали 439 человек (247 мужчин и 195 женщин), 36 числились безработными (15 мужчин и 21 женщина). Среди 160 трудоспособных неактивных граждан 46 были учениками либо студентами, 74 — пенсионерами, а ещё 40 — были неактивны в силу других причин. В коммуне проживает 443 человек старше 15 лет, имеющих работу, причём только 32,5 % из них работает в коммуне, а 25,5 % населения работает за пределами департамента.

## Достопримечательности
- Костёл Святого Ипполита (фр. L'église Saint-Hippolyte)[13]. В начале VIII века костёл Святого Ипполита был большим богатым храмом, частью аббатства. Однако он был уничтожен во время захвата деревни Рибопьерами. В современном храме самой старой частью являются хоры, которые датируются XIV веком. Неф был построен в XV веке. Большая часть костёла датируется 1822 годом, когда была проведена перестройка по проекту архитектора Пьера-Франсуа Жанине.
- Дом виноградаря (фр. Maison de vigneron)[14]. Ворота на въезде датируются 1567 годом, на них находится герб виноградника — листья винограда и крест Лотарингии. Сам дом приблизительно был построен около 1680 года.

- Синий дом
- Фахверковый дом
- Церковь Святого Ипполита
- Средневековые городские укрепления